# Johann Gottfried Schultz

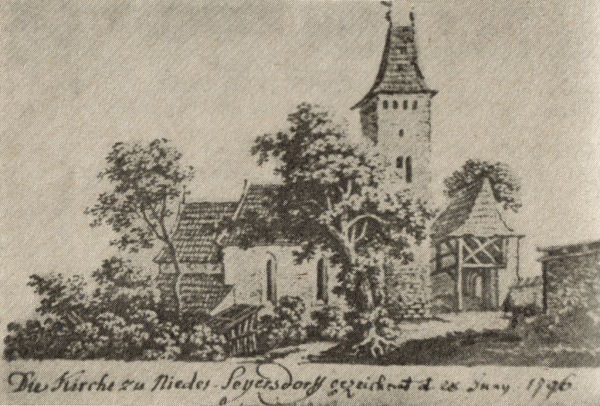
Vermutlich älteste Darstellung der Nieder Seifersdorfer Kirche (Juni 1796)

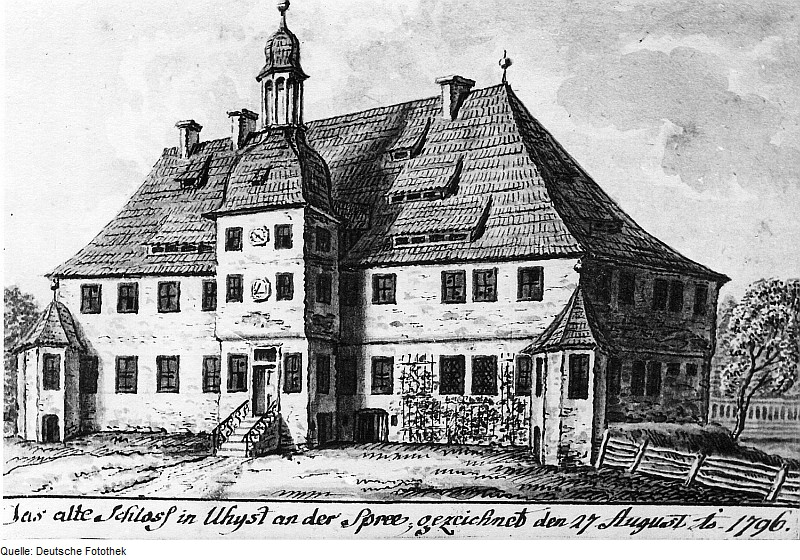
Uhyster Schloss im August 1796

Johann Gottfried Schultz (* 4. April 1734 in Görlitz; † 25. Februar 1819 in Niesky) war ein Jurist und Zeichner der Oberlausitz.

## Leben
Nach seinem Rechtsstudium in Leipzig (1754–1758) wurde Schultz Bauberater und Genealoge bei Oberlausitzer Gutsherren und war von 1764 bis 1780 Ratsherr in seiner Heimatstadt Görlitz, wo er die Hospitäler und die Armenkasse verwaltete. In Görlitz unterrichtete Schultz den noch jungen Christoph Nathe.
Im Jahr 1780 ging Schultz ins noch junge Niesky, trat im Folgejahr der Herrnhuter Brüdergemeine bei und war 1782 Justiziar in Herrnhut. Von 1784 bis 1794 war er Gutsinspektor in Leichnam und ging danach in Niesky in den Ruhestand.

## Wirken
Schultz, der schon früh mit dem Zeichnen begann, fertigte in seinem Leben mehrere hundert Zeichnungen von Landschaften, Orten und Bauwerken der Oberlausitz sowie angrenzender böhmischer und schlesischer Regionen. Diese sind oftmals die ältesten überlieferten Ansichten davon und für Heimatforscher deshalb von besonderem Interesse. Die Zeichnungen, die Schultz in 13 Bänden zusammenfasste, werden heute im Graphischen Kabinett des Kulturhistorischen Museums Görlitz aufbewahrt. Zudem trug er eine umfangreiche Grafiksammlung zusammen, die er in mehr als 30 thematisch ausgerichteten Klebebänden organisierte und die heute ebenfalls im Kulturhistorischen Museum Görlitz aufbewahrt wird.